# غيولا بولغار
غيولا بولغار (بالمجرية: Polgár Gyula)‏ (8 فبراير 1912 – 26 يونيو 1992) لاعب كرة قدم مجري راحل كان يجيد اللعب في خط الوسط.
لعب طوال مسيرته الرياضية في أندية إم تي كيه بودابست (1930) بوداي 11 (1931-1932) نادي فيرينكفاروسي (1933-1944) إم تي كيه بودابست (1945-1947) ماغينتا (1947-1948).
مثل منتخب المجر في 26 مباراة مسجلا هدفين (1932-1942). شارك مع منتخب المجر في بطولة كأس العالم 1934 في إيطاليا حيث خرج من الدور الربع النهائي وفي بطولة كأس العالم 1938 في فرنسا حيث احتل المركز الثاني.
تولى تدريب أندية كيسكونفيليغيهازا (1948-؟؟؟؟) ناغيمانيوك، بيكس (؟؟؟؟-1956) أبيا ليتشهاردت (1957-1960) ميلبورن هيلاس (1961-1962) أبيا ليتشهاردت (1964) سانت جورج بودابست (1968).

## وصلات خارجية
- غيولا بولغار على موقع الاتحاد الدولي (مؤرشف)  (الإنجليزية)
- غيولا بولغار على موقع قاعدة بيانات كرة القدم.إي يو (الإنجليزية)
- غيولا بولغار على موقع ناشيونال فوتبول تيمز (الإنجليزية)
- غيولا بولغار على موقع Soccerway.com (الإنجليزية)
- غيولا بولغار على موقع عالم كرة القدم.نت (الإنجليزية)
- سيرة ذاتية